# Potenza (província)
A província de Potenza é uma província italiana da região de Basilicata com cerca de 320 694 habitantes, densidade de 51 hab/km². Está dividida em 100 comunas, sendo a capital Potenza.
Faz fronteira a norte com a Puglia (província de Foggia e província de Bari), a este com a província de Matera, a sul com a Calábria (província de Cosenza), com o Mar Tirreno a sudoeste, e a oeste com a Campania (província de Salerno e província de Avellino).